# خط و نشان رهبر
خط و نشان رهبر فیلم مستندی است به کارگردانی بزرگمهر شرف‌الدین محصول سال ۲۰۱۱ شبکه تلویزیونی بی‌بی‌سی فارسی که به زندگی سیاسی سید علی خامنه‌ای، رهبر جمهوری اسلامی ایران، و شیوه حکومت او می‌پردازد. در این فیلم از تصاویر آرشیوی و مصاحبه با افرادی که در مقاطعی ارتباط نزدیکی با سید علی خامنه‌ای داشته‌اند استفاده شده‌است. پخش خط و نشان رهبر در شهریور ماه ۱۳۹۰ واکنش‌های مختلفی را در داخل و خارج از ایران به دنبال داشت. به دنبال پخش این فیلم تعدادی از مستندسازان داخل ایران به اتهام همکاری با این شبکه تلویزیونی دستگیر شدند. بی‌بی‌سی داشتن همکاران غیررسمی در ایران را رد کرد.

## فهرست مصاحبه‌شوندگان
- ابوالحسن بنی‌صدر
- صادق طباطبایی
- سراج‌الدین میردامادی
- هوشنگ اسدی
- مهدی خلجی
- علی مزروعی
- محمود مرادخانی

## واکنش‌ها
نحوهٔ پرداخت بزرگمهر شرف‌الدین به موضوع فیلم، اعتراضات زیادی را از سوی سایت‌ها و وبلاگ‌های داخل و خارج از ایران برانگیخت. حتی به گفتهٔ مهدی جامی مدیر سابق رادیوزمانه «در این گزارش بلند به نظرم برای اولین بار بی‌بی‌سی فارسی از آن بیطرفی خاص خود خارج می‌شود و خامنه‌ای را به اقتدارگرایی و سرکوب مخالفان انگشت‌نما می‌کند. این موضوع از نظر سیاسی مهم است و می‌تواند بازتاب مرحله تازه‌ای از سیاست گذاری بریتانیایی برای مقابله آشکار با رهبری خامنه‌ای باشد.»